# Prähistorische Tierskulpturen in Portugal

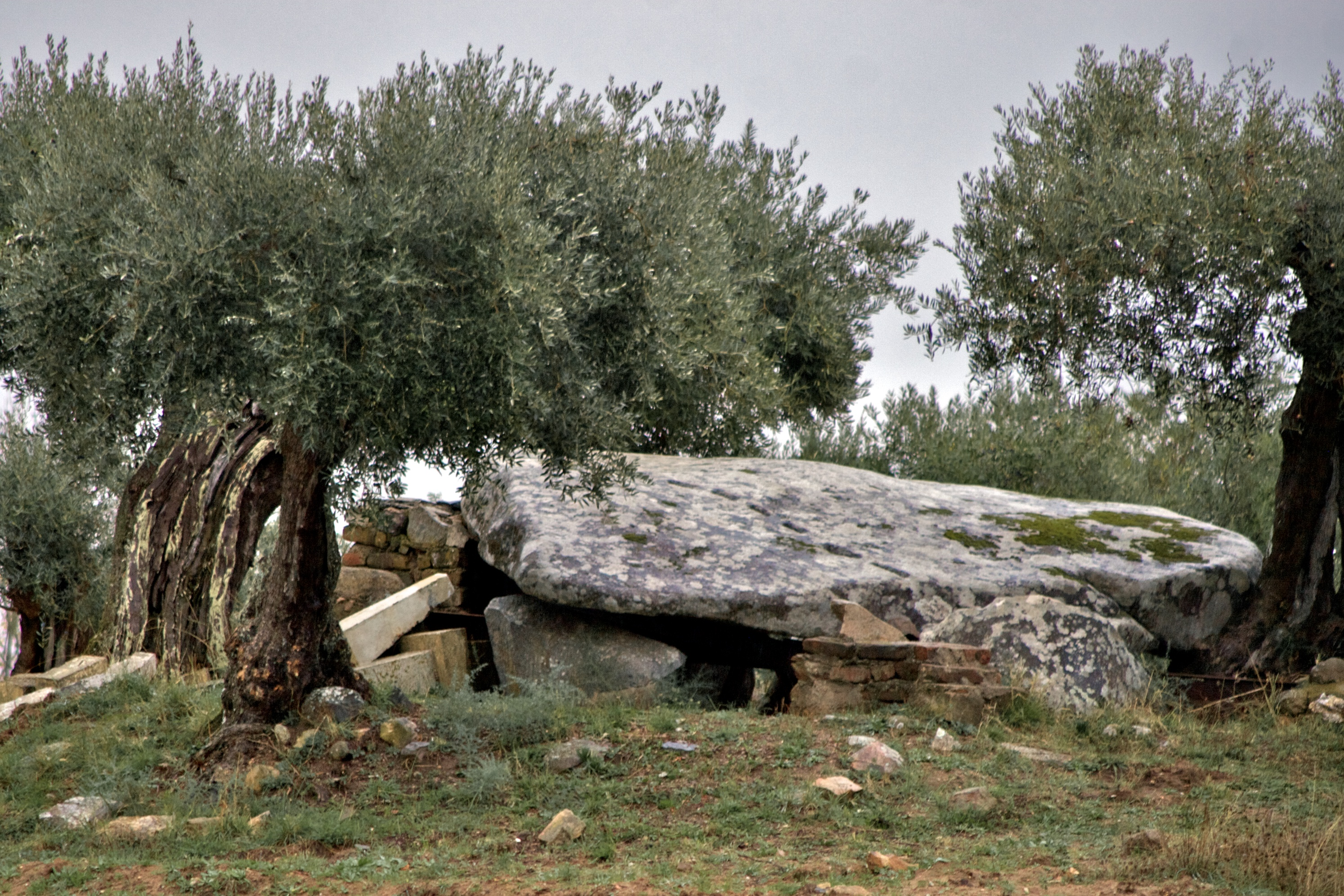
Fundort Olival da Pega

Die vorzeitlichen Tierskulpturen in Portugal sind mit zwei Ausnahmen (Anta da Comenda da Igreja aus Callaïs und Cova da Moura aus Malachit) aus Knochen gearbeitet und stellen bis zu drei Zentimeter große, aufrecht sitzende Kaninchen dar. Auch das Exemplar aus der Gruta da Galinha ist augenscheinlich ein Kaninchen.
Die Haltung der Hinterbeine, die mit dem Schwanz eine Fläche bilden, zeigt, dass die Tiere in aufrechter Stellung dargestellt sind. Durchbohrungen sprechen dafür, dass sie hängend als Schmuck getragen wurden. Bei fast sämtlichen gut erhaltenen Exemplaren sind die Füße horizontal durchbohrt. Bei sechs Skulpturen ist neben der Durchbohrung eine weitere flache, runde Anbohrung vorhanden.
In drei Fällen (Cabeco da Arruda, Cascais und Lapa do Bugio) sind je zwei Tiere mit dem hinteren Körperteil zusammengewachsen dargestellt. In Cabeco da Arruda mit gemeinsamen Rücken; bei Cascais und Lapa do Bugio befindet sich in der Mitte ein drittes, beiden Körpern gemeinsames Beinpaar. Die Doppeldarstellungen zeigen keine sitzenden Tiere.
Die Häufigkeit dieser als Grabbeigaben gefundenen Skulpturen lässt vermuten, dass es sich um ein religiöses Symbol handelt, das in Beziehung zum Fruchtbarkeitskult steht.
Die Verbreitung der kleinen Tierskulpturen beschränkt sich – mit Ausnahme der Stücke aus Olival da Péga – auf das Küstengebiet nördlich der Tejomündung. Südlich des Tejo, in der Algarve oder in Südostspanien fehlen sie.
In Portugal gibt ihnen ihr häufiges Vorkommen in Grotten und Megalithgräbern und ihr Erscheinen in dem späten Grab Cabeço da Arruda 1 eine eigenständige Stellung.